# Olle Linder
Olle Roll Linder, född 21 februari 1972 i Sankt Matteus församling, Stockholms län, är en svensk musiker och multiinstrumentalist.
Linder spelar slagverk, trummor, bas, gitarr och mandola och har hörts på ett flertal grammisbelönade skivor med svenska artister och turnerar regelbundet med bland andra Sofia Karlsson. Han har varit med i konsertturnén Jul i folkton sedan starten 2006.
Han är son till musikern och skådespelaren Anders Linder och skådespelaren och manusförfattaren Anna Roll samt sonson till Erik Hjalmar Linder och dotterson till Hans Roll.

## Diskografi

### Album
- 2009 – Fullt av folk.
- 2019 – Kasta loss.

### Medverkar på album
- 1994 – Björnes favoriter.[3]
- 1996 – Schysst & populär med Oscar.[4]
- 1999 – Den dära skivan… med Wille Crafoord.[5]
- 2000 – Almost gracefully… med Randi Laubek.[6]
- 2001 – Tomas & Vanna med Tomas Hirdman och Vanna Rosenberg.[7]
- 2004 – Den underliga resan av Thomas Hirdman.[8]
- 2005 – Simone Moreno: Samba Makossa
- 2006 – Morgonstjärna med Ranarim.
- 2005 – Sofia Karlsson: Svarta ballader (Dan Andersson)
- 2005 – Jul i folkton.
- 2007 – Visor från vinden med Sofia Karlsson.
- 2009 – Söder om kärleken med Sofia Karlsson.
- 2009 – J.C. Schütz: C'est la vie
- 2010 – Jul i folkton (Live).
- 2011 – Planetas med Simone Moreno.
- 2012 – I solvändets tid (Jul i folkton).
- 2013 – Och hela världen den log med ODE.
- 2013 – Douce France med Anne Sofie von Otter.
- 2013 – Höga Kusten med Tomas Ledin.
- 2016 – Höga Kusten live med Tomas Ledin.
- 2017 – På svenska I med Simone Moreno.
- 2019 – På svenska II med Simone Moreno.

### Singlar
- 2019 – Flyg flyg
- 2022 – Zorica
- 2022 – Retornar
- 2022 – Nada que perder
- 2022 – Choro de briga
- 2022 – Archipielago
- 2022 – Changüí pa Lali